# 斯佩里鎮區 (克萊頓縣)
斯佩里鎮區（Sperry Township），美国艾奥瓦州克莱顿县的一个鎮區，总面积94.22平方公里，总人口534（2000年美国人口普查）。